# 特基溪 (亞利桑那州)
特基溪（英語：Turkey Creek）是位於美國亞利桑那州納瓦霍縣的一個人口普查指定地區。根據2010年美國人口普查，該地人口為294人，而該地的面積約為2.13平方千米。

## 地理
特基溪的座標為33°48′04″N 109°56′46″W / 33.80111°N 109.94611°W，而該地最高點為海拔高度1798米（即5900英尺）。